# 500 mètres masculin de patinage de vitesse sur piste courte aux Jeux olympiques de 2022
Navigation
Pyeongchang 2018 Milan-Cortina 2026
L'épreuve masculine du 500 mètres de patinage de vitesse sur piste courte aux Jeux olympiques de 2022 a lieu les 11 février 2022 et 13 février 2022 au Palais omnisports de la capitale de Pékin.

## Médaillés
| Or                | Argent                  | Bronze              |
| Shaoang Liu (HUN) | Konstantin Ivliev (ROC) | Steven Dubois (CAN) |

## Résultats

### Séries
| Rang | Poule | Patineur             | Pays         | Temps    | Notes |
| ---- | ----- | -------------------- | ------------ | -------- | ----- |
| 1    | 1     | Shaolin Sándor Liu   | Hongrie      | 40 s 948 | Q     |
| 2    | 1     | Sébastien Lepape     | France       | 42 s 081 | Q     |
| 3    | 1     | Kota Kikuchi         | Japon        | 42 s 176 |       |
| PEN  | 1     | Lee June-seo         | Corée du Sud |          | PEN   |
| 1    | 2     | Ren Ziwei            | Chine        | 40 s 669 | Q     |
| 2    | 2     | Adil Galiakhmetov    | Kazakhstan   | 40 s 722 | Q     |
| 3    | 2     | Brendan Corey        | Australie    | 41 s 097 |       |
| 4    | 2     | Maxime Laoun         | Canada       | DNF      |       |
| 1    | 3     | Steven Dubois        | Canada       | 40 s 399 | Q     |
| 2    | 3     | Pavel Sitnikov       | ROC          | 40 s 591 | Q     |
| 3    | 3     | Andrea Cassinelli    | Italie       | 42 s 791 |       |
| 4    | 3     | Oleh Handei          | Ukraine      | 44 s 163 |       |
| 1    | 4     | Denis Nikisha        | Kazakhstan   | 40 s 482 | Q     |
| 2    | 4     | Jordan Pierre-Gilles | Canada       | 40 s 488 | Q     |
| 3    | 4     | Stijn Desmet         | Belgique     | 40 s 585 |       |
| 4    | 4     | Koike Katsunori      | Japon        | 41 s 199 |       |
| 1    | 5     | Konstantin Ivliev    | ROC          | 40 s 272 | Q     |
| 2    | 5     | John-Henry Krueger   | Hongrie      | 40 s 407 | Q     |
| 3    | 5     | Roberts Krūzbergs    | Lettonie     | 40 s 430 |       |
| 4    | 5     | Quentin Fercoq       | France       | 40 s 548 |       |
| 1    | 6     | Abzal Azhgaliyev     | Kazakhstan   | 40 s 870 | Q     |
| 2    | 6     | Hwang Dae-heon       | Corée du Sud | 40 s 971 | Q     |
| 3    | 6     | Ryan Pivirotto       | États-Unis   | 41 s 018 |       |
| 4    | 6     | Itzhak de Laat       | Pays-Bas     | DNF      |       |
| 1    | 7     | Shaoang Liu          | Hongrie      | 40 s 797 | Q     |
| 2    | 7     | Vladislav Bykanov    | Israël       | 40 s 900 | Q     |
| 3    | 7     | Sun Long             | Chine        | 42 s 871 | ADV   |
| PEN  | 7     | Jens van 't Wout     | Pays-Bas     |          | PEN   |
| 1    | 8     | Wu Dajing            | Chine        | 40 s 230 | Q     |
| 2    | 8     | Pietro Sighel        | Italie       | 40 s 350 | Q     |
| 3    | 8     | Sydney Chu           | Hong Kong    | 44 s 857 |       |
| 4    | 8     | Dylan Hoogerwerf     | Pays-Bas     | DNF      |       |

### Quarts de finale
| Rang | Poule | Patineur             | Pays         | Temps    | Notes |
| ---- | ----- | -------------------- | ------------ | -------- | ----- |
| 1    | 1     | Denis Nikisha        | Kazakhstan   | 40 s 355 | Q     |
| 2    | 1     | Pavel Sitnikov       | ROC          | 40 s 643 | Q     |
| 3    | 1     | Ren Ziwei            | Chine        | 40 s 714 |       |
| 4    | 1     | Sun Long             | Chine        | 40 s 779 |       |
| 5    | 1     | Adil Galiakhmetov    | Kazakhstan   | 40 s 925 |       |
| 1    | 2     | Wu Dajing            | Chine        | 40 s 528 | Q     |
| 2    | 2     | Pietro Sighel        | Italie       | 40 s 644 | Q     |
| 3    | 2     | Roberts Krūzbergs    | Lettonie     | 40 s 694 | q     |
| 4    | 2     | Shaolin Sándor Liu   | Hongrie      | 40 s 700 |       |
| 5    | 2     | Sébastien Lepape     | France       | 46 s 814 |       |
| 1    | 3     | Konstantin Ivliev    | ROC          | 40 s 351 | Q     |
| 2    | 3     | Hwang Dae-heon       | Corée du Sud | 40 s 636 | Q     |
| 3    | 3     | Abzal Azhgaliyev     | Kazakhstan   | 40 s 643 | q     |
| 4    | 3     | Stijn Desmet         | Belgique     | 40 s 718 |       |
| 5    | 3     | John-Henry Krueger   | Hongrie      | 40 s 844 |       |
| 1    | 4     | Shaoang Liu          | Hongrie      | 40 s 386 | Q     |
| 2    | 4     | Steven Dubois        | Canada       | 40 s 494 | Q     |
| 3    | 4     | Vladislav Bykanov    | Israël       | 41 s 157 |       |
| 4    | 4     | Ryan Pivirotto       | États-Unis   | 41 s 841 |       |
| 5    | 4     | Jordan Pierre-Gilles | Canada       | DNF      |       |

### Demi-finales
| Rang | Poule | Patineur          | Pays         | Temps    | Notes |
| ---- | ----- | ----------------- | ------------ | -------- | ----- |
| 1    | 1     | Konstantin Ivliev | ROC          | 40 s 655 | QA    |
| 2    | 1     | Pietro Sighel     | Italie       | 40 s 847 | QA    |
| 3    | 1     | Pavel Sitnikov    | ROC          | 40 s 848 | QB    |
| 4    | 1     | Denis Nikisha     | Kazakhstan   | 41 s 870 | QB    |
| 5    | 1     | Roberts Krūzbergs | Lettonie     | 41 s 870 | QB    |
| 1    | 2     | Shaoang Liu       | Hongrie      | 40 s 157 | QA    |
| 2    | 2     | Abzal Azhgaliyev  | Kazakhstan   | 40 s 462 | QA    |
| 3    | 2     | Wu Dajing         | Chine        | 40 s 478 | QB    |
| 4    | 2     | Steven Dubois     | Canada       | 40 s 825 | ADV A |
| PEN  | 2     | Hwang Dae-heon    | Corée du Sud |          | PEN   |

### Finale B
| Rang | Patineur          | Pays       | Temps    | Notes |
| ---- | ----------------- | ---------- | -------- | ----- |
| 1    | Wu Dajing         | Chine      | 41 s 157 |       |
| 2    | Pavel Sitnikov    | ROC        | 41 s 217 |       |
| 3    | Denis Nikisha     | Kazakhstan | 41 s 329 |       |
| 4    | Roberts Krūzbergs | Lettonie   | 41 s 465 |       |

### Finale A
| Rang | Patineur          | Pays       | Temps    | Notes |
| ---- | ----------------- | ---------- | -------- | ----- |
| 1    | Shaoang Liu       | Hongrie    | 40 s 338 |       |
| 2    | Konstantin Ivliev | ROC        | 40 s 431 |       |
| 3    | Steven Dubois     | Canada     | 40 s 669 |       |
| 4    | Abzal Azhgaliyev  | Kazakhstan | 40 s 869 |       |
| 5    | Pietro Sighel     | Italie     | DNF      |       |